# Tocador de zanfonía
El tocador de zanfonía o El tocador de organillo (en francés, Le joueur de vielle), es una de las pinturas más conocidas del pintor francés Georges de La Tour. Está realizada al óleo sobre lienzo. Es una obra de juventud, calculándose su realización en la primera mitad de la década de los años 1630. Mide 162 cm de alto y 105 cm de ancho. Se exhibe actualmente en el Museo de Bellas Artes de Nantes (Francia).
Esta obra también es conocida con el nombre de El tocador de la mosca, ya que aparece una cerca del lazo rosa del instrumento.
Es un cuadro de género en el que se retrata a un viejo músico con brutal realismo. Representa una persona que padece Síndrome de Meige. El fondo es neutro. Los tonos son apagados, con la excepción del rojo intenso del sombrero en la parte inferior. La escena está iluminada con luz natural.
Stendhal se refirió a este cuadro en sus Mémoires d'un touriste, señalando que se atribuía a Murillo.
El mismo personaje aparece en otro cuadro de La Tour, Riña de músicos, conservado en el Getty Center de Los Ángeles.